# موزه انیمیشن مسکو
موزه انیمیشن مسکو (روسی: Моско́вский Музе́й Анима́ции) موزه‌ای در مسکو است که به انیمیشن اختصاص داده شده است .
این موزه در سال ۲۰۰۶ توسط کارمندان استودیوی انیمیشن سایوزمولتفیلم تأسیس شد. بنیانگذار موزه، لئونید شوارتسمن، همچنین به عنوان مدیر افتخاری فعالیت می‌کند. مدیر کل موزه لاریسا اوگنیونا ویبورگووا است، و کریل ولادیمیروویچ پولیکارپوف به عنوان مدیر خلاق فعالیت می‌کند .
مجموعه نمایشگاه‌های این موزه مربوط به تاریخ انیمیشن در روسیه و خارج از کشور است. در حال حاضر، نمایشگاه اصلی در محوطه کاخ کرملین ایزمایلوفسکی واقع شده است. 

## تاریخچه

### تولد موزه
اولین برنامه‌های خلاقانه و سالگرد شرکت فیلم «سایوزمولتفیلم» که شامل کارمندان فعلی استودیوی «سایوزمولتفیلم» بود، در سال ۲۰۰۴ برگزار شد. مهمانان از برنامه‌های گشت و گذار آموزنده بهره‌مند شدند و کارمندان و پیشکسوتان استودیو تعطیلات سالگرد را در خانه سینما جشن گرفتند. شخصاً لئونید شوارتسمن، آنا آتامانووا، سوِتوزار روساکوف، بوریس آکولینیچف، گالینا زبرووا، ولادیمیر زویکوف، ناتالیا آبرامووا، نادژدا کریچنکو، گالینا شاکیتسکایا، مارینا کورچِفسکایا، کابل رسولوف، گالینا و ویتالی کوزیتسین و بسیاری دیگر درخواست کتبی را به مدیریت «سایوزمولتفیلم» امضا کردند 
موزه انیمیشن مسکو در سال ۲۰۰۶ توسط پیشکسوتان انیمیشن روسیه تأسیس شد. در ۱۵ سپتامبر ۲۰۰۶، این موزه افتتاح شد و همزمان، اولین نمایشگاه اختصاصی به تاریخ انیمیشن قرن بیستم افتتاح شد. بخش عمده این نمایشگاه مربوط به فعالیت‌های «سایوزمولت‌فیلم» از دهه ۱۹۶۰ تا ۱۹۸۰ بود. عروسک‌ها، تجهیزات تیراندازی، دکورها، طرح‌ها، وسایل شخصی انیماتورهای مشهور روسیه و اتحاد جماهیر شوروی و اسناد مربوط به کارتون‌های معروف به بازدیدکنندگان ارائه شد.

### ۲۰۱۰ - تاکنون
در ۱۵ سپتامبر ۲۰۱۰، کانال تلویزیونی کودکان نیکلودئون از موزه انیمیشن مسکو دعوت کرد تا به عنوان شریک با این موزه همکاری کند. به عنوان بخشی از این همکاری، موزه تالار انیمیشن‌های خارجی را افتتاح کرد که نمایشگاهی دائمی از مجموعه انیمیشن‌های نیکلودئون را در خود جای داده است. نیکلودئون یک فیلم مستند ۲۵ دقیقه‌ای منحصر به فرد با زیرنویس روسی برای موزه تهیه کرد و مجموعه‌ای اختصاصی از عروسک‌های سریال‌های تلویزیونی محبوب را در یک نسخه واحد گردآوری کرد. تصویر شخصیت ناروتو از انیمه مشهور جهانی که توسط خالق آن، ماساشی کیشیموتو، کشیده شده است، هنوز هم طرفدارانی از هر سنی را به موزه جذب می‌کند.
از زمان افتتاح، کارکنان موزه کلاس‌های آموزشی و جلسات خلاقانه برگزار کرده‌اند ، فیلم‌های نظامی-میهن‌پرستانه ساخته‌اند  و رویدادهای خیریه برگزار کرده‌اند   .

## مراجعین موزه
موزه انیمیشن مسکو مجموعه‌ای خصوصی از مجموعه‌های سپرده‌گذاری شده است. پیشکسوتان «سایوزمولت‌فیلم» مجموعه‌های خود را به موزه اهدا کردند. مدیر افتخاری موزه، لئونید آرونوویچ شوارتسمن، ۴۹ اثر از آثار خود را به موزه اهدا کرد؛ بوریس آکیموویچ آکولینیچف، طراح تولید و نویسنده مشترک اینسا الکسیونا کووالوسکایا، طرح‌هایی برای کارتون «چگونه شیر و لاک‌پشت آواز خواندند» اهدا کرد، آنا، دختر کارگردان، لو کنستانتینوویچ آتامانوف، اولین پوستر طلایی رنگ شده از «آهوی طلایی» را تحویل داد.

## نمایشگاه‌ها
نمایشگاه‌های موزه، فرایند خلق کارتون‌ها را پوشش می‌دهند و مراحل و مدل‌های واقعی از کارتون‌ها، طرح‌ها، عروسک‌ها و صحنه‌آرایی را به نمایش می‌گذارند. مجموعه موزه شامل بیش از ۱۵۰۰۰ اثر است که در سالن‌های نمایشگاه به نمایش گذاشته شده‌اند. گالری ترتیاکوف فضای کافی برای نمایش همه چیز را ندارد.
مجموعه موزه شامل یک نمایشگاه بین‌المللی موزه، یک سایت فیلمبرداری کارتون، یک سالن سینما و یک استودیو برای تولید انیمیشن تجاری، نویسندگی و تجربی است که بیش از ۵۰۰ پروژه مختلف تولید شده در تمام فناوری‌های انیمیشن ممکن را اجرا کرده است: نقاشی کلاسیک، عروسکی، مستند، ترکیبی، فلش، موهو، دوبعدی، سه بعدی استریو، چهاربعدی استریو.
نقطه کانونی و افتخار واقعی موزه، تالار انیمیشن روسی است که با عروسک‌های چبوراشکا، تمساح گنا و بانوی پیر شاپوکلیاک که پس از مرگ لئونید آرونوویچ شوارتسمن به موزه سپرده شده‌اند، به نمایش گذاشته شده است. همچنین میز شخصی هنرمند سوِتوزار کوزمیچ روساکوف، خالق تصاویر خرگوش و گرگ در نمایش «خب، فقط صبر کن!» و نمایشگاه نوازندگان شهر برمن» با طرح‌های اولیه، انواع و تحولات هنری کارتون‌های اینسا کووالوسکایا وجود دارد.
تالار تاریخ انیمیشن به اختراعات دانشمندان عصر جدید در رابطه با «انیمیشن» تصاویر اختصاص داده شده است. پراکسینوسکوپ، زوتروپ، استریوسکوپ و «فانوس‌های جادویی» برای نمایش تصاویر در قرن‌های ۱۸ تا ۲۰ استفاده می‌شدند. همچنین تصاویری از اولین کارتون جهان، پور پیرو، ساخته شده در سال ۱۸۹۲ توسط مخترع فرانسوی امیل رینود، در این تالار پخش می‌شود. برای طرفداران تعامل، تنها جاذبه گردشگری جهان، زوپرو ۰۰۱، وجود دارد که در آن هر کسی می‌تواند یک میکروکارتون بکشد.
«کریدور تاریخ مدرن» شامل اطلاعاتی در مورد استودیوهای انیمیشن معاصر روسیه است. این سالن با حمایت استودیوی آنیماکورد (سازندگان سریال انیمیشن بر) تأسیس شده است؛ غرفه‌ها مجموعه‌هایی از مدرسه چار استودیو، کریسمس فیلمز، استایر، استودیوهای گری باردین، یوری نورشتاین و دیگران را به نمایش می‌گذارند.
تالار انیمیشن جهان نمایشگاه‌هایی مربوط به توسعه انیمیشن خارجی را در خود جای داده است: این نمایشگاه‌ها شامل مجموعه‌هایی از استودیوهای انیمیشن والت دیزنی، برادران وارنر، استودیو گیبلی، لوکاس‌فیلم لیمیتد، نیکلودئون انیمیشن، توئی انیمیشن، موشی پروداکشن، اپل فیلمز و کیتی فیلمز می‌شود. غرفه مرکزی به نمایشگاه کانال نیکلودئون اختصاص داده شده است: نمایشگاه‌هایی مربوط به کارتون‌های داشا مسافر، باب اسفنجی شلوار مکعبی و آواتار: آخرین بادافزار ارائه شده است.
اتاق نمایش بوهانکر، کارتون‌هایی را که توسط کودکان و با همکاری کارکنان موزه و با بهترین سنت‌ها و فناوری‌های دوران شوروی ساخته شده‌اند، پخش می‌کند. برخی از آنها برنده جوایز و برندگان جایزه بزرگ جشنواره‌های مختلف فیلم کودکان هستند.

## پروژه‌ها
این موزه برنامه‌های آموزشی شامل یک تور ویدیویی و یک نمایش اصلی  برگزار می‌کند.
این موزه بیش از ۷۰ نمایشگاه سیار برگزار کرده است که از کاخ کرملین ریازان، کاخ کرملین کازان، کاخ کرملین دیمیتروف، کاخ کرملین سوزدال-ولادیمیر، کیرژاخ، سامارا، پرزلاوول بازدید کرده‌اند . هر ساله «موزه انیمیشن» به عنوان مهمان ویژه برنامه‌های سرگرمی، انجمن‌ها و نمایشگاه‌های ویژه فعالیت می‌کند و در همه جا رویداد اصلی، فیلمبرداری کارتون نویسنده است .